# Großer Preis von Belgien 1934

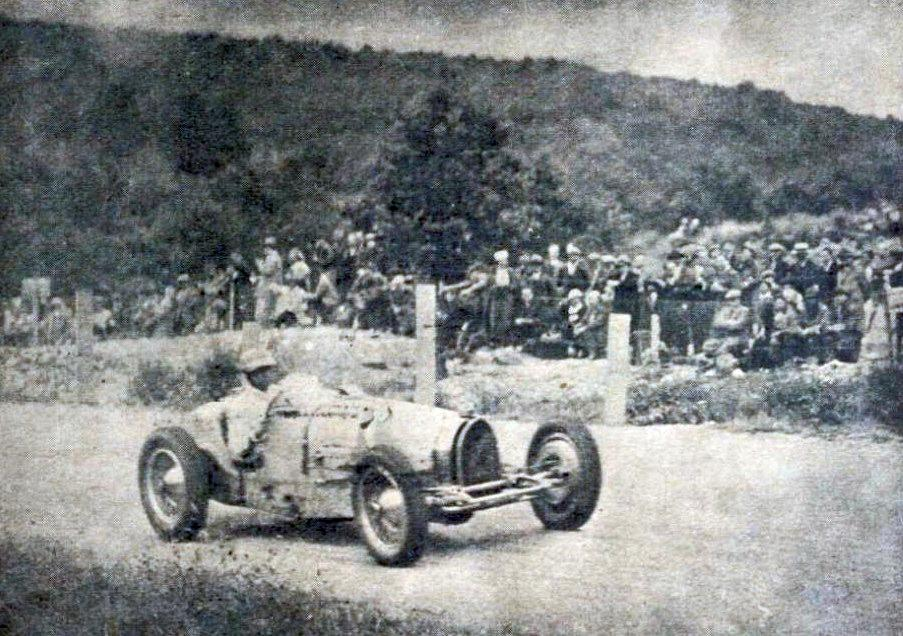
Rennsieger René Dreyfus

Der V. Große Preis von Belgien fand am 29. Juli 1934 auf dem Circuit de Spa-Francorchamps statt. Er zählte zur Kategorie der Grandes Épreuves und wurde nach den Bestimmungen der Internationalen Grand-Prix-Formel (Rennwagen bis maximal 750 kg Leergewicht; 85 cm Mindestbreite; Renndistanz mindestens 500 km) über 40 Runden à 14,864 km ausgetragen, was einer Gesamtdistanz von 594,6 km entsprach.
Sieger wurde René Dreyfus auf einem Bugatti Type 59. Es war der letzte Erfolg für die Marke Bugatti bei einem offiziellen Grand Prix überhaupt.

## Rennen
Obwohl die ursprüngliche Idee als Wettbewerb zwischen den Automobilfirmen der Welt den Grand-Prix-Sport schon ab Mitte der 1920er Jahre in eine Sackgasse geführt hatte, hielt der erzkonservative belgische Automobilclub Royal Automobile Club de Belgique (RACB) weiter an dieser traditionellen Vorstellung fest. Um sich mit seinem Grand Prix nicht in die Niederungen „gewöhnlicher“ Rennveranstaltungen herablassen zu müssen, verfolgte er daher bei seinen Einladungen für das Rennen weiter eine vor allem den Privatfahrern gegenüber stets äußerst restriktive Politik, auch wenn es bedeutete, dass er in der Vergangenheit dafür einige Male bereits extrem kleine Startfelder hatte in Kauf nehmen müssen. Als 1934 mit Daimler-Benz und der Auto Union AG zwei Firmenrennställe ihre Meldungen kurzfristig zurückzogen, war mit insgesamt nur sieben verbliebenen Teilnehmern erneut ein solcher Tiefpunkt erreicht. Als offizielle Gründe für den Rückzug hatten beide Firmen als Vorwand fehlende Zeit für die Vorbereitung auf das Rennen und Überlastung der Fahrer durch den zu eng gesetzten Terminkalender angegeben, doch den Gerüchten zufolge sollen die exorbitant hohen belgischen Einfuhrzölle auf das Rennbenzin der – nach den Ereignissen des Ersten Weltkriegs immer noch ungeliebten – deutschen Teams mit seinem hohen Alkoholanteil verantwortlich gewesen sein, die von den belgischen Behörden bei der Einreise angeblich gefordert wurden.
Damit waren allerdings die Erfolgsaussichten der übrigen Rennställe erheblich gestiegen, unter denen vor allem der französischen Marke Bugatti mit den Fahrern Robert Benoist, René Dreyfus und Antonio Brivio große Sympathien des belgischen Publikums entgegenschlugen. Das aktuelle Grand-Prix-Modell Bugatti Type 59, das als einziges noch als Zweisitzer ausgelegt war, entsprach jedoch weitgehend noch dem technischen Stand der 1920er Jahre und war den beiden Alfa Romeo Tipo B der Scuderia Ferrari, die mit der Fahrerpaarung Louis Chiron und Achille Varzi offiziell als Werksteam für Alfa Romeo antrat, klar unterlegen. Neben dem einzelnen Maserati 8CM von Raymond Sommer wurde das Feld schließlich noch von Charles Montier mit seinem Eigenbau-Rennwagen auf Ford-Basis komplettiert.
Vom Start weg, den Chiron wie üblich am besten getroffen hatte, nahm das Rennen zunächst seinen entsprechend erwartbaren Verlauf. Nacheinander mussten die drei Bugatti-Fahrer schon nach wenigen Runden an die Box, um Zündkerzen zu wechseln, ein Problem, das zuvor bereits im französischen Grand Prix massiv aufgetreten war und das das Team seitdem offenbar nicht in den Griff bekommen hatte. Mit Sommers altem Maserati bereits weit abgeschlagen auf Position drei mussten Chiron und Varzi das Rennen die verbleibenden drei Stunden hindurch praktisch nur noch sicher nachhause bringen. Aber während die Bugattis schließlich doch noch einigermaßen – wenn auch mit mittlerweile zehn Minuten Rückstand auf die Spitze – ans Laufen kamen, leistete sich Chiron in der 21. Runde einen Fahrfehler, der mit einem Überschlag endete. Als obendrein Varzi wenige Runden später auch sein Auto mit technischem Defekt aufgeben musste, kam es damit zu einer der überraschendsten Wendungen der Grand-Prix-Geschichte. Mit dem nicht mehr für möglich gehaltenen Sieg für Bugatti konnte Dreyfus ein letztes Mal den Namen dieser traditionsreichen Marke in die Siegerliste der internationalen Großen Preise eintragen.

## Ergebnisse

### Meldeliste
| Team                       | Nr. | Fahrer                  | Info | Chassis              | Motor                                   | Reifen |
| -------------------------- | --- | ----------------------- | ---- | -------------------- | --------------------------------------- | ------ |
| Automobiles Ettore Bugatti | 02  | Robert Benoist          |      | Bugatti T59          | Bugatti 3.3L I8 Kompressor              | M      |
| Automobiles Ettore Bugatti | 04  | René Dreyfus            |      | Bugatti T59          | Bugatti 3.3L I8 Kompressor              | M      |
| Automobiles Ettore Bugatti | 06  | Antonio Brivio          |      | Bugatti T59          | Bugatti 3.3L I8 Kompressor              | M      |
| Automobiles Ettore Bugatti |     | Jean-Pierre Wimille     | RES  |                      |                                         | M      |
| Auto Union AG              | 08  | Hans Stuck              | DNA  | Auto Union A         | Auto Union 4.4L V16 Kompressor          | C      |
| Auto Union AG              | 10  | August Momberger        | DNA  | Auto Union A         | Auto Union 4.4L V16 Kompressor          | C      |
| Raymond Sommer             | 12  | Raymond Sommer          |      | Maserati 8CM         | Maserati 3.0L I8 Kompressor             | M      |
| Scuderia Ferrari           | 14  | Louis Chiron            |      | Alfa Romeo Tipo B/P3 | Alfa Romeo 2.9L I8 Kompressor           | E      |
| Scuderia Ferrari           | 16  | Achille Varzi           |      | Alfa Romeo Tipo B/P3 | Alfa Romeo 2.9L I8 Kompressor           | E      |
| Daimler-Benz AG            | 18  | Rudolf Caracciola       | DNA  | Mercedes-Benz W 25   | Mercedes-Benz M 25 A 3.4L I8 Kompressor | C      |
| Daimler-Benz AG            | 20  | Luigi Fagioli           | DNA  | Mercedes-Benz W 25   | Mercedes-Benz M 25 A 3.4L I8 Kompressor | C      |
| Daimler-Benz AG            | 22  | Manfred von Brauchitsch | DNA  | Mercedes-Benz W 25   | Mercedes-Benz M 25 A 3.4L I8 Kompressor | C      |
| Charles Montier            | 24  | Charles Montier         |      | Montier Spéciale     | Ford 3.6L V8                            | M      |

### Startaufstellung
Die Startpositionen wurden nicht anhand der Trainingszeiten vergeben, sondern ausgelost.
| Brivio |        | Chiron |         | Benoist |
|        |        |        |         |         |
|        | Varzi  |        | Dreyfus |         |
|        |        |        |         |         |
|        | Sommer |        | Montier |         |

### Rennergebnis
| Pos. | Fahrer          | Konstrukteur | Runden | Stopps | Zeit         | Start | Schnellste Runde | Ausfallgrund |
| ---- | --------------- | ------------ | ------ | ------ | ------------ | ----- | ---------------- | ------------ |
| 01   | René Dreyfus    | Bugatti      | 40     |        | 4:15:03,8 h  | 4     | 5:52,000         |              |
| 02   | Antonio Brivio  | Bugatti      | 40     |        | + 1:51,0 min | 3     | 5:45 min         |              |
| 03   | Raymond Sommer  | Maserati     | 39     |        | + 1 Runde    | 7     | 6:15 min         |              |
| 04   | Robert Benoist  | Bugatti      | 37     |        | + 3 Runden   | 1     | 5:50 min         |              |
| 05   | Charles Montier | Montier      | 30     |        | + 10 Runden  | 6     | 8:00 min         |              |
| —    | Achille Varzi   | Alfa Romeo   | 29     |        | DNF          | 5     | 5:46 min         | Motorschaden |
| —    | Louis Chiron    | Alfa Romeo   | 20     |        | DNF          | 2     | 5:47 min         | Unfall       |